# Йерархия на православната църква
Йерархията на православната църква се състои от три степени на свещенослужение:
1. епископска – най-висшата духовна степен в църковната йерархия
2. презвитерска (свещеническа)
3. дяконска

Общо название на тези три степени свещенство е ѝерархия (иерархия) – в превод от гръцки: „свещеноначалие“.
В Православната църква, духовенството е разделено на:
- черно духовенство (монашеско)
- бяло духовенство (свещеническо)

## Йерархия на черното духовенство
Черното духовенство се предствлява от религиозни личности, отказали се от всичко светско, от брак и семейство, отдали живота си в служба на Бога.
Йерархия, титулуване и обръщения на черното духовенство в православната църква:
| Йерархия (низходящо) | Титла в черното монашество   | Обръщение                 | Характеристика |
| -------------------- | ---------------------------- | ------------------------- | --- |
| 1                    | Патриарх                     | Ваше Светейшество         | Предстоятел на поместна автокефална православна църква със статут на патриаршия.                                                 |
| 2                    | Екзарх                       | Ваше Блаженство           | Наместник на патриарха; или епископ, който без да бъде патриарх, е йерархично поставен над други епископи.                       |
| 3                    | Митрополит                   | Ваше Високопреосвещенство | Епископ, оглавяващ епархия. Негов помощник може да бъде протосингел или викарий.                                                 |
| 4                    | Епископ                      | Ваше Преосвещенство       | Викарият е епископ, който подпомага митрополита в административните дела и в негово отсъствие го замества.                       |
| 5                    | Архимандрит                  | Ваше Високопреподобие     | |
| 6                    | Йеромонах                    | Ваше Всепреподобие        | Има право да извършва богослужение самостоятелно. За примерен живот и усърдие той получава отличие (офикия) и става архимандрит. |
| 7                    | Монах, йеродякон и архидякон | Ваше Преподобие           | |
| 7                    | Монахиня – игумения          | Ваше Всепреподобие        | |
| 8                    | Монахиня                     | Ваше Преподобие           | |

## Йерархия на бялото духовенство
За бялото духовенство има задължително условие да са женени преди да бъдат ръкоположени. Те служат в църквите, като изпълняват богослуженията и обредите по определения църковен канон.
Йерархия, титулуване и обръщения на бялото духовенство в православната църква:
| Йерархия (низходящо) | Титла в бялото монашество   | Обръщение                                             | Характеристика |
| -------------------- | --------------------------- | ----------------------------------------------------- | --- |
| 1                    | Протопрезвитер              | Ваше Високоблагоговейнство                            | Най-високото звание за свещеник. Дава се за похвално служение в църквата. |
| 2                    | Ставрофорен иконом          | Ваше Високоблагоговейнство                            | Като отличие му се дава специален нагръден кръст, който трябва да се носи при богослужение и извън храма. |
| 3                    | Иконом                      | Ваше Високоблагоговейнство                            | Това е по-високата степен на протойерей. |
| 4                    | Протойерей                  | Ваше Всеблагоговейнство                               | Свещеник, който получава отличие за примерен живот и добросъвестно служение в църквата. |
| 5                    | Свещеник (презвитер, йерей) | Ваше Благоговейнство                                  | Получава дара на служение чрез епископско ръкополагане при специално чинопоследование. Може да извършва самостоятелно всички тайнства и треби (без ръкополагане на свещенослужители), освещаване на храмове, на антиминси и свето миро. |
| 6                    | Дякон и протодякон          | Ваше Благоговейнство                                  | Най-нисшата степен на бялото духовенство. Те не могат да извършват самостоятелно богослужение, а само участват в него. |
| Йерархия (низходящо) | Название                    | Обръщение                                             | Църковни служители без духовен сан, специално обръщение и титулуване |
| 7                    | Иподякон                    | Ваше Боголюбие                                        | Поддякон. Те вземат най-голямо участие в реда и провеждането на богослужението. |
| 8                    | Анагностик                  | Ваше Боголюбие                                        | Четец |
| 9                    | Протопсалт                  | Ваше Всемузикословеснейшество (Ваше музикоучителство) | Пръв между певците – певец, който ръководи пеенето на клироса. |
| 10                   | Псалт                       | Ваше Музиколюбезнейшество                             | Певец |
| 11                   | Клисар                      | Ваше Боголюбие                                        | Свещоносец по време на богослужения. |

Към църковните служители принадлежат и специално избрани лица, които вземат участие при богослужението, съпровождайки обредите и песнопенията, получили специално благословение от архиерея и прочетена молитва над тях. В първите години на християнството иподяконите били на голяма почит в църковнослужението. Причислявали са ги към началната степен на духовната йерархическа стълбица. Днес те са само църковнослужители без духовен сан.